# Rie Kokubo
Rie Kokubo 小久保利恵 (Kokubo Rie?) (Atsugi, 16 settembre 1984) è una modella giapponese, incoronata trentottesima Miss Giappone nel 2006.
La Kokubo è stata eletta all'età di ventidue anni ed al momento dell'incoronazione era una studentessa della facoltà di sociologia presso la Waseda University. In seguito, Rie Kokubo ha lavorato come attrice nella serie televisiva Ryôki teki na kanojo, andata in onda nel 2008 sul canale TBS.